# Castello Piccolomini (Ortucchio)
Das Castello Piccolomini ist die Ruine einer Niederungsburg am Rande der Ebene von Fucino in der  italienischen Gemeinde Ortucchio in der Provinz L’Aquila. Es ist ein Nationaldenkmal.

## Geschichte

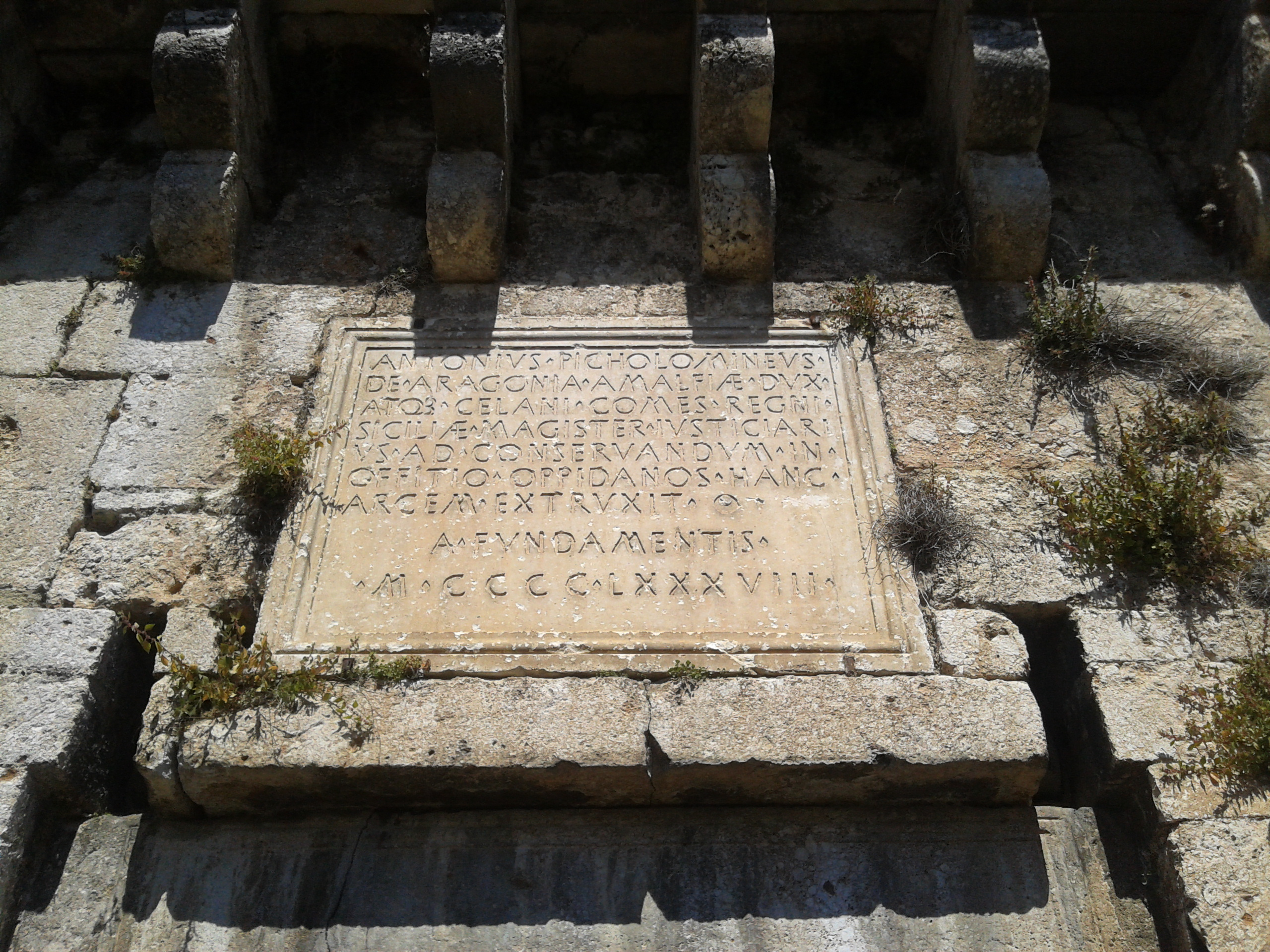
Steintafel über dem Eingang zur Burg

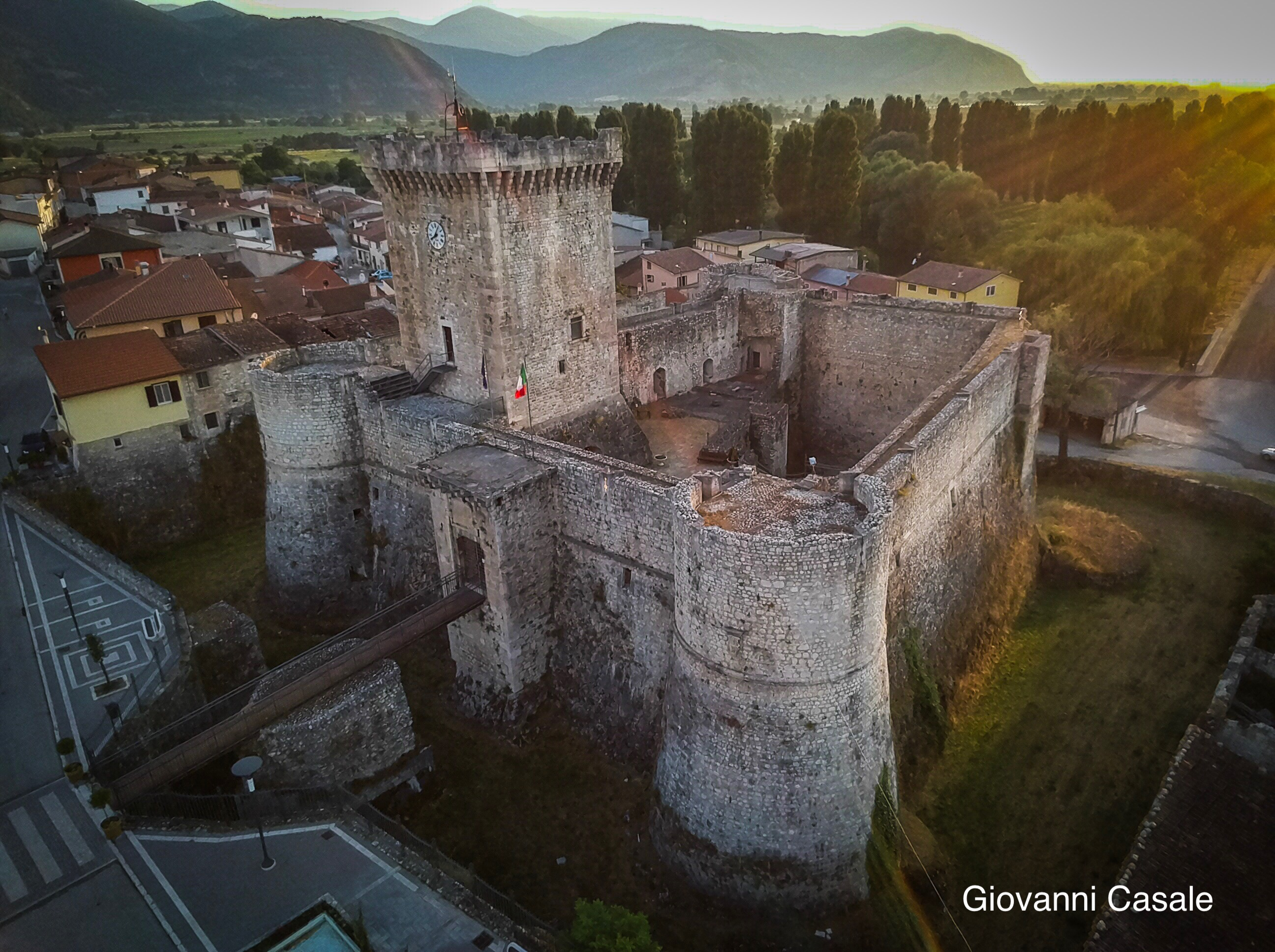
Die Burg von oben

Das Castello Piccolomini stand anfangs auf der Insel von Ortucchio in der Nähe des Fuciner Sees. Tatsächlich war die Anlage von einem Burggraben umgeben, der mit dem See verbunden war. Mit der fortschreitenden Austrocknung des Sees verringerte sich dieser Schutz.
Die Anlage im Renaissancestil ließ Antonio Todeschini Piccolomini 1488, nach der Zerstörung der vorhergehenden Festung durch die Truppen von Napoleon Orsini, errichten.
Das Gebäude wurde beim Erdbeben von Avezzano 1915 beschädigt und in den 1970er-Jahren restauriert.

## Beschreibung
Die Burg hat einen rechteckigen Grundriss mit Rundtürmen an den Mauerecken; vom nordwestlichen Turm ist nur das Fundament erhalten. Der Eingang zur Burg findet sich auf der dem Dorf zugewandten Seite und über dem Portal befindet sich eine Steintafel, die das Jahr des Umbaus durch die Piccolominis nennt.
Innerhalb der Mauern steht ein Bergfried, der älteste Teil der Burg. Seine gesamte Krone ist mit Zinnen besetzt.